# HR 5680
HR 5680 (HD 135591) es una estrella de magnitud aparente +5,43 situada en la constelación de Circinus, 30 minutos de arco al norte de δ Circini.
De acuerdo a la nueva reducción de los datos del satélite Hipparcos, su paralaje es de 0,92 ± 0,29 milisegundos de arco, por lo que estaría situada a unos 1090 pársecs (3540 años luz) del sistema solar.
HR 5680 es una gigante azul de tipo espectral O8IIIp también clasificada como O7.5III(f).
Estas gigantes masivas y luminosas son escasas en la galaxia, pudiéndose destacar entre ellas a Hatysa (ι Orionis) y Menchib (ξ Persei).
HR 5680 tiene una luminosidad 301.000 veces mayor que la del Sol, así como una elevada temperatura efectiva que alcanza los 34.700 K.
Gira sobre sí misma con una velocidad de rotación proyectada —límite inferior de la misma— de 78 km/s.
Tiene una masa de 25,9 ± 12,7 masas solares y una edad de sólo 3,8 ± 0,9 millones de años.
Pierde masa estelar a razón de 1,8 × 10-6 masas solares por año.
HR 5680 forma una estrella doble con una estrella blanco-azulada de tipo B9V —similar, por ejemplo, a Markab (α Pegasi)— y magnitud +12,00.
La separación visual entre ambas estrellas de 5,4 segundos de arco, aunque no hay certeza de que ambas estrellas formen un verdadero sistema binario.